# Woiwodschap Sandomierz
Het woiwodschap Sandomierz (Pools: Województwo sandomierskie) was van de 14e eeuw tot de Derde Poolse Deling van 1795 een woiwodschap van Polen. 
Het historische woiwodschap Sandomierz bestond in 1397 uit drie gebieden rondom de steden: Sandomierz, Chęciny en Radom; dit gebied stond ook bekend als het Land van Radom (Pools: Ziemia radomska). Vanaf 1494 werd het Woivodschap Lublin (1494-1795) gevormd door de drie oostelijkste gebieden van de bestuurlijke eenheid, rondom de stad Lublin. Het woiwodschap Sandomierz werd aan de westkant begrensd door de rivier de Weichsel.
Rond 1662 waren dat  zeven bestuurseenheden:
- Sandomierz
- Chęciny
- Wiślica
- Stężyca
- Radom
- Opoczno
- Pilzno

In 1772 verloor het echter ook gebied bezuiden de Weichsel bij de Eerste Poolse Deling aan Oostenrijk, aan het toen gevormde kroonland Galicië en Lodomerië.
Het omvatte het gebied rondom de Poolse stad Sandomierz, lag in de historische regio Klein-Polen en was een van de grootste bestuurlijke eenheden van Polen. Tegenwoordig zijn delen van het historisch woiwodschap verdeeld over de woiwodschappen: Heilig-Kruis (waarin de hoofdstad Sandomierz ook gelegen is), Woiwodschap Lublin, Woiwodschap Mazovië, Woiwodschap Łódź, Woiwodschap Klein-Polen en Woiwodschap Subkarpaten.